# ASB Classic 2009
ASB Classic 2009 var en tennisturnering som spelades utomhus på hardcourt mellan 5 och 10 januari (kvalet började 3 januari), i Auckland, Nya Zeeland. Det var den 24:e upplagan av turneringen och den var en del av WTA International Tournaments på WTA-touren 2009. Den spelades i ASB Tennis Centre.

## Mästare

### Singel
Jelena Dementieva vann över  Jelena Vesnina, 6-4, 6-1.

### Dubbel
Nathalie Dechy /  Mara Santangelo vann över  Nuria Llagostera Vives /  Arantxa Parra Santonja, 4-6, 7-63, 12-10.